# Rebound Ace

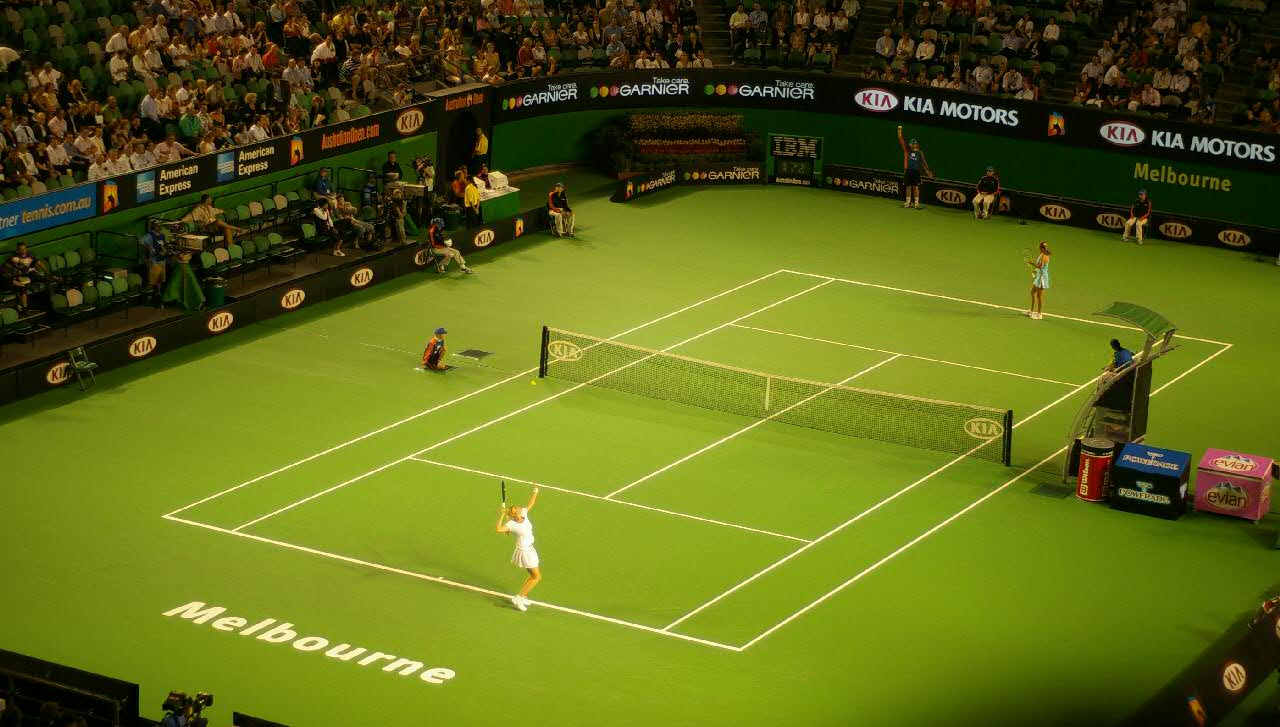
Pista de Rebound Ace al Melbourne Park, en un partit del Open d'Austràlia 2007.

El Rebound Ace és un tipus de pista dura de tennis formada en tres capes, la capa superior que és una superfície acrílica, la capa intermèdia que està feta de poliuretà i fibra de vidre i la capa inferior que està feta d'asfalt o formigó a la inferior. Aquest tipus de superfície és fabricat per l'empresa Rebound Ace® Sports Pty Ltd, amb seu a Brisbane, Austràlia.

## Propietats
El Rebound Ace, és una superfície similar a la que s'utilitza al US Open, el DecoTurf, però la Rebound Ace amorteix més el bot de la pilota i difereix en el tipus de sorra utilitzada per la capa intermèdia. La fricció de la pista afecta el bot horitzontal de la pilota i pot ser modificada variant la quantitat de sorra utilitzada, de manera que com més sorra s'usi, més lenta anirà la pilota després del bot. Quan la pilota bota en aquest tipus de superfície, de mitjana sortirà del bot amb un 68% de la velocitat que portava inicialment, un percentatge superior al de la pista de terra batuda (58%) i una mica inferior al de la pista d'herba (70%). El bot vertical en canvi, depèn de la rigidesa de la pista, com més dura sigui aquesta més alt serà el bot de la pilota.
La fricció de la pista també afecta a la rotació de la pilota. Quan una pilota amb efecte rebota contra una superfície amb poca fricció com és l'herba, segueix mantenint l'efecte. Però en una superfície amb molta fricció, la pilota contactarà més amb la superfície i el canvi de trajectòria de la pilota serà major.

## Open d'Austràlia
El Rebound Ace va ser utilitzat a l'Open d'Austràlia des del 1988 fins al 30 de maig de 2007, quan va ser canviat per Plexicushion. Quan es va implementar va ser descrita com la superfície del futur, però quan va anar passant el temps també van començar a aparèixer les crítiques dels jugadors, que argumentaven que la pista es tornava enganxifosa quan la temperatura era elevada i que això provocava lesions de turmell, tot i que en teoria la superfície s'hauria de mantenir en les mateixes condicions fins als 70 °C segons els tests fets pels fabricants. Un altre aspecte que causava controvèrsia era la variació de la velocitat de la pista, que variava molt entre el dia (on s'arribava a temperatures de 42 °C) i la nit. A més a més, la velocitat també variava entre els anys i per exemple, l'any 2000 els jugador la van qualificar de pista ràpida, per aquest motiu els fabricants van canviar-ne la composició per l'any següent i les pilotes es comportaven igual que en una pista lenta.
La lentitud de la superfície va generar crítiques de l'ídol local, Lleyton Hewitt, qui veia com el seu joc no era afavorit en una pista tan lenta. Finalment, l'any 2007, es va decidir canviar la pista de cara a l'Open d'Austràlia de 2008, i es va optar per una altra superfície dura, el Plexicushion, que no varia tant amb temperatures elevades i que redueix el risc de lesions, però que també va causar controvèrsia a nivell nacional en ser fabricada per una empresa dels Estats Units.
Pel que fa al risc de lesions, no es va trobar cap prova que la pista fos pitjor respecta altres superfícies de pista dura. De fet, el tennista guanyador d'un Open d'Austràlia Paul McNamee va declarar que les investigacions dutes a terme no van trobar cap indici que indiqués que causaven més lesions, i va comentar que les lesions són inevitables en qualsevol pista dura.
El Rebound Ace també va ser utilitzat als Jocs Olímpics de Sydney 2000.